# Charlie Jones
Charlie Jones (Deerfield, Illinois; 29 de octubre de 1998) es un jugador profesional estadounidense de fútbol americano, se desempeña en la posición de wide receiver en Cincinnati Bengals, en la National Football League (NFL).

## Carrera
Hizo su debut profesional con el equipo Cincinnati Bengals, lleva jugando una temporada, comenzó en el 2023.